# Альбрехт Вюртембергский
Герцог Альбрехт Мария Александр Филипп Иосиф Вюртембергский (нем. Albrecht Maria Alexander Philipp Joseph Herzog von Württemberg; 23 декабря 1865, Вена — 29 октября 1939, Альтсхаузен) — представитель Вюртембергского королевского дома, германский военачальник, генерал-фельдмаршал.

## Биография
Сын представителя младшей ветви Вюртембергского королевского дома герцога Филиппа Вюртембергского, внука начальника главного управления путей сообщения Российской империи герцога Александра Вюртембергского, и его супруги эрцгерцогини Марии Терезы Австрийской, дочери эрцгерцога Альбрехта, герцога Тешенского и принцессы Хильдегарды Баварской.

### Офицерская и генеральская служба
В августе 1883 года зачислен на военную службу в 19-й уланский полк Германской имперской армии в чине лейтенанта. С 1891 года командовал эскадроном в этом полку.
С 1893 года — командир батальона 119-го гренадерского полка, с 1896 года — командир этого полка. С октября 1898 года — командир 4-й гвардейской кавалерийской бригады в Потсдаме, с сентября 1900 года — командир 51-й пехотной бригады в Штутгарте. С 1901 года — начальник 26-й дивизии. С сентября 1906 года — командующий 11-м армейским корпусом, с 1908 года — командующий 13-м армейским корпусом. В начале 1914 года назначен генерал-инспектором 6-й армейской инспекции и произведён в генерал-полковники.

### Первая мировая война
2 августа 1914 года назначен командующим 4-й армии, в составе пяти армейских корпусов и ландверной бригады, всего 180 000 человек и 646 орудий. Армия была развёрнута на Западном фронте против французских войск и в середине августа перешла в наступление в Люксембурге и южной Бельгии. В Пограничном сражении войска 4-й армии совместно с 3-й армией наносили главный удар и одержали победу в Арденнской операции 22-25 августа. В Битве на Марне первоначально имел успех в районе города Ровиньи, но после вынужденного отхода 1-й и 2-й армий, 11 сентября отвёл свои войска в северном направлении.
В октябре 1914 года 4-я армия герцога Альбрехта была переброшена к Ла-Маншу. Во время Фландрского сражения на войска Альбрехта возложено выполнение главной задачи — наступление на 35-километровом фронте Остенде — Мэнен, для чего в армию вошли четыре свежих корпуса. Наносил главный удар у Ипра против британских войск, вспомогательный — на реке Изер против бельгийских войск. Наступление на главном направлении провалилось, на вспомогательном — войска армии 22 октября форсировала реку Изер и закрепились на левом берегу. Однако, когда бельгийцы открыли шлюза и затопили берега реки, был вынужден оставить занятый плацдарм. В результате сражение закончилось фактически безрезультатно.
В ходе второй битвы у Ипра впервые в ходе войны 22 апреля 1915 года его войска применили боевые отравляющие вещества — хлор, от которого погибло свыше 5000 человек. Однако не смог воспользоваться паникой противника и не развил успех. Ценой больших потерь в боях 26 апреля — 12 мая расширил прорыв по флангам, но достигнуть первоначально поставленной задачи — захват Изерского канала до города Ипр включительно — не сумел. Тем не менее, германское командование сообщило о сражении у Ипра, как о своей победе, а герцог 1 августа 1916 года был произведён в генерал-фельдмаршалы. Во второй половине 1915—1916 годов в полосе армии Альбрехта активных боевых действий не велось.
С 25 февраля 1917 года — главнокомандующий «Группы армий герцога Альбрехта» (с 11 ноября 1918 — группы армий «D»), действовавшей от Вердена до границы со Швейцарией). В 1918 году его группу армий входили 19-я армия и две армейские группы (всего 26,5 дивизий), она играла вспомогательную роль до самого конца войны.

### После войны
В 1918 году объявлен официальным наследником своего четвероюродного брата — короля Вюртемберга Вильгельма II (их общим прапрадедом был герцог Фридрих Евгений (1732—1797), правивший Вюртембергом в 1795—97 годах). Причины были просты: у короля не было прямых потомков мужского пола, а герцог был ближайшим родственником, происходившим от равнородных браков.
После событий Ноябрьской революции и свержения монархии в Германии 23 декабря 1918 года вышел в отставку как представитель королевского дома. Ему был предоставлен дворец в 40 километрах от Боденского озера. После смерти бывшего короля Вюртемберга Вильгельма II всё частное имущество бывшего королевского дома передано в наследство герцогу Альбрехту. В дальнейшем вёл частную жизнь, в политических событиях не участвовал. Был известен оппозиционным отношением к национал-социализму, за что, хоть и не подвергался репрессиям, но никогда не приглашался на мероприятия в память о событиях Первой мировой войны, а после своей смерти похоронен не как офицер, а как частное лицо.

## Брак и дети
24 января 1893 года в Вене сочетался браком с эрцгерцогиней Маргаритой Софией (1870—1902), дочерью эрцгерцога Карла Людвига. В браке родились:
- Филипп Альбрехт (1893—1975) — глава Вюртембергского дома, дважды женат, имел семерых детей от двух браков;
- Альбрехт Евгений (1895—1954) — герцог Вюртембергский, женат на Надежде Болгарской;
- Карл Александр (1896—1964) — священник в аббатстве Беурон;
- Мария Амалия (1897—1923) — была помолвлена с Георгом Саксонским, из-за политических событий и склонности принца к духовной жизни помолвка была расторгнута, умерла незамужней, детей не имела;
- Мария Терезия (1898—1928) — монахиня в Айбингенском аббатстве;
- Мария Елизавета (1899—1900) — умерла в младенчестве;
- Маргарита Мария (1902—1945).

## Награды
- Орден Золотого руна (Австро-Венгрия, 1893)
- Военный крест заслуг (Великое герцогство Мекленбург-Шверин, 1914)
- Орден «Pour le Mérite» (22.08.1915)